# Blue and Red
«Blue and Red» —en español: «Azul y rojo»— es una canción compuesta por Marjan Hvala, ManuElla y Leon Oblak, e interpretada en inglés por ManuElla. Fue elegida para representar a Eslovenia en el Festival de la Canción de Eurovisión de 2016 tras ganar la final nacional eslovena, EMA 2016.

## Festival de Eurovisión

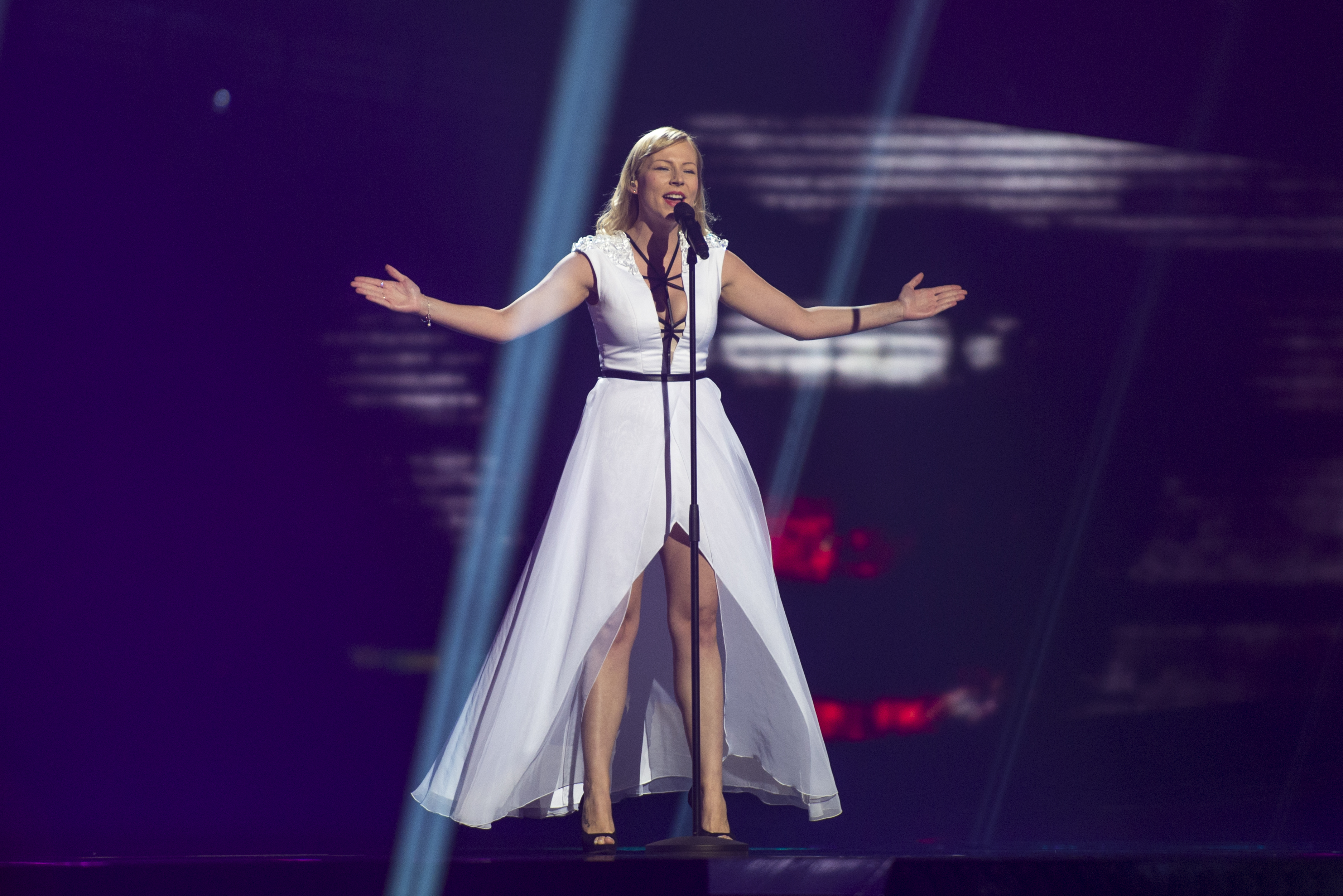
ManuElla interpretando la canción durante el Festival de la Canción de Eurovisión 2016.

### EMA 2016
Esta canción participó en la final nacional alemana para elegir a la canción y artistas representantes de Eslovenia en el Festival de Eurovisión, el Evrovizijska Melodija (EMA; traducido al español como «Melodía de Eurovisión»). Los artistas y compositores pudieron enviar sus canciones entre el 19 de noviembre y el 21 de diciembre de 2015. Se recibieron 61 canciones durante el plazo de presentación. Un comité experto formado por Alenka Godec (cantante), Gaber Radojevič (músico, compositor y productor musical), Aleksander Radić (jefe de la delegación eslovena del Festival de Eurovisión) y Jernej Vene (editor de música Radio Val 202) seleccionaron diez artistas y canciones para la competición. Los artistas competidores se anunciaron el 5 de enero. Entre los artistas competidores se encontraban representantes de Eslovenia en Eurovisión en ediciones anteriores: Regina, en 1996 y Nuša Derenda, en 2001.
Así, la canción fue interpretada en séptimo lugar en la final celebrada el 27 de febrero, y siendo elegida, junto a «Črno bel», para la superfinal. Finalmente, la canción recibió 3 865 puntos por parte del público, declarándose ganadora del certamen y siendo elegida para representar a su país en el Festival de la Canción de Eurovisión de 2016.

### Festival de la Canción de Eurovisión 2016
Esta canción fue la representación eslovena en el Festival de la Canción de Eurovisión 2016.
El 25 de diciembre de 2016, se organizó un sorteo de asignación en el que se colocaba a cada país en una de las dos semifinales, además de decidir en qué mitad del certamen actuarían.
Así, la canción fue interpretada en undécimo lugar durante la segunda semifinal, celebrada el 12 de mayo de ese año, precedida por Australia con Dami Im interpretando «Sound of silence» y seguida por Bulgaria con Poli Genova interpretando «If love was a crime». Durante la emisión del certamen, la canción no fue anunciada entre los diez temas elegidos para pasar a la final y por lo tanto no cualificó para competir en ésta. Más tarde se reveló que Albania había quedado en 14º puesto de los 18 países participantes de la semifinal con 57 puntos.